# Emmaar
Emmaar è il sesto album in studio della band Tinariwen, pubblicato nel 2014. Emmaar è una parola Tuareg che significa "il calore nella brezza". È il loro primo album completo a non essere registrato in Nord Africa.
Dopo che il precedente album dei Tinariwen, Tassili, vinse il Grammy Award per il miglior album di musica mondiale nel 2012, la band fu sconbussolata da una ribellione tuareg nella loro regione natale del nord del Mali, con militanti islamisti che rapirono il chitarrista Abdallah Ag Lamida. Altri membri della band sono fuggiti negli Stati Uniti sudoccidentali, scrivendo e registrando Emmaar dentro e intorno al Joshua Tree National Park, che presenta un ambiente desertico simile alla loro terra natale. I testi dell'album trattano principalmente dell'esilio della band e del conflitto politico nel loro paese d'origine, e include contributi di ospiti di Josh Klinghoffer, Fats Kaplin, Matt Sweeney e Saul Williams.

## Tracce
1. Toumast Tincha – 4:20 (Eyadou Ag Leche)
2. Chaghaybou – 4:54 (Eyadou Ag Leche)
3. Arhegh Danagh – 4:03 (Eyadou Ag Leche)
4. Timadrit In Sahara – 3:51 (Eyadou Ag Leche)
5. Imidiwan Ahi Sigdim – 4:51 (Eyadou Ag Leche)
6. Tahalamot – 5:04 (Eyadou Ag Leche)
7. Sendad Eghlalan – 4:55 (Eyadou Ag Leche)
8. Imidiwanin Ahi Tifhamam – 4:37 (Abdallah Ag Alhousseyni)
9. Koud Edhaz Emin – 4:33 (Ibrahim Ag Alhabib)
10. Emajer – 3:37 (Ibrahim Ag Alhabib)
11. Aghregh Medin – 4:18 (Alhassane Ag Touhami)
12. Adounia Ti Chidjret – 4:18
13. Islegh Taghram Tifhamam – 4:21
14. Tin Ihlan – 4:06